# Dongyang (köpinghuvudort i Kina, Heilongjiang Sheng, lat 48,01, long 124,25)
Dongyang (kinesiska: 东阳, 东阳镇) är en köpinghuvudort i Kina. Den ligger i provinsen Heilongjiang, i den nordöstra delen av landet, omkring 310 kilometer nordväst om provinshuvudstaden Harbin. Antalet invånare är 29 242. Befolkningen består av 14 527 kvinnor och 14 715 män. Barn under 15 år utgör 15,0 %, vuxna 15-64 år 79 %, och äldre över 65 år 5,0 %.
Runt Dongyang är det tätbefolkat, med 383 invånare per kvadratkilometer. Dongyang är det största samhället i trakten. Trakten runt Dongyang består till största delen av jordbruksmark.
Genomsnittlig årsnederbörd är 700 millimeter. Den regnigaste månaden är juli, med i genomsnitt 211 mm nederbörd, och den torraste är januari, med 7 mm nederbörd.